# Hyporhagus fusciceps
Hyporhagus fusciceps es una especie de coleóptero de la familia Monommatidae.

## Distribución geográfica
Habita en México.